# Paper Sun
Paper Sun är en psykedelisk rocklåt, skriven av Jim Capaldi och Steve Winwood. Låten utgavs av skivbolaget Island Records som singel 1967 av musikgruppen Traffic, i vilken Capaldi och Winwood var medlemmar. Det var gruppens debutsingel. I låten har musikinstrumentet sitar, spelad av Dave Mason, en framträdande plats.
Paper Sun blev en stor hit i hemlandet Storbritannien och i Kanada. I USA stannade den på plats 94 på Billboardlistan. Den blev även en mindre singelhit i Oceanien och några europeiska länder. Den finns med på den nordamerikanska versionen av gruppens debutalbum Mr. Fantasy, samt på den svenska varianten av albumet med titeln Coloured Rain.
Låten spelas i filmen Flickorna i Dagenham.

## Listplaceringar
| Lista (1967)   | Position               |
| -------------- | ---------------------- |
| Australien     | 23 (Go Set)            |
| Kanada         | 4                      |
| Nederländerna  | 12                     |
| Nya Zeeland    | 20 (NZ Listner)        |
| Storbritannien | 5                      |
| Sverige        | 17 (Kvällstoppen)      |
| USA            | 94 (Billboard Hot 100) |
| Västtyskland   | 37                     |